# Piet van der Horst
Petrus "Piet" Michaelis van der Horst (25 de outubro de 1903 — 18 de fevereiro de 1983) foi um ciclista de pista holandês, que foi profissional entre 1931 e 1935.
Antes de se tornar profissional, participou nos Jogos Olímpicos de Amsterdã 1928, onde conquistou uma medalha e prata na prova de perseguição por equipes de 4 km, formando equipe com Jan Maas, Janus Braspennincx e Jan Pijnenburg.